# Peter Fechter

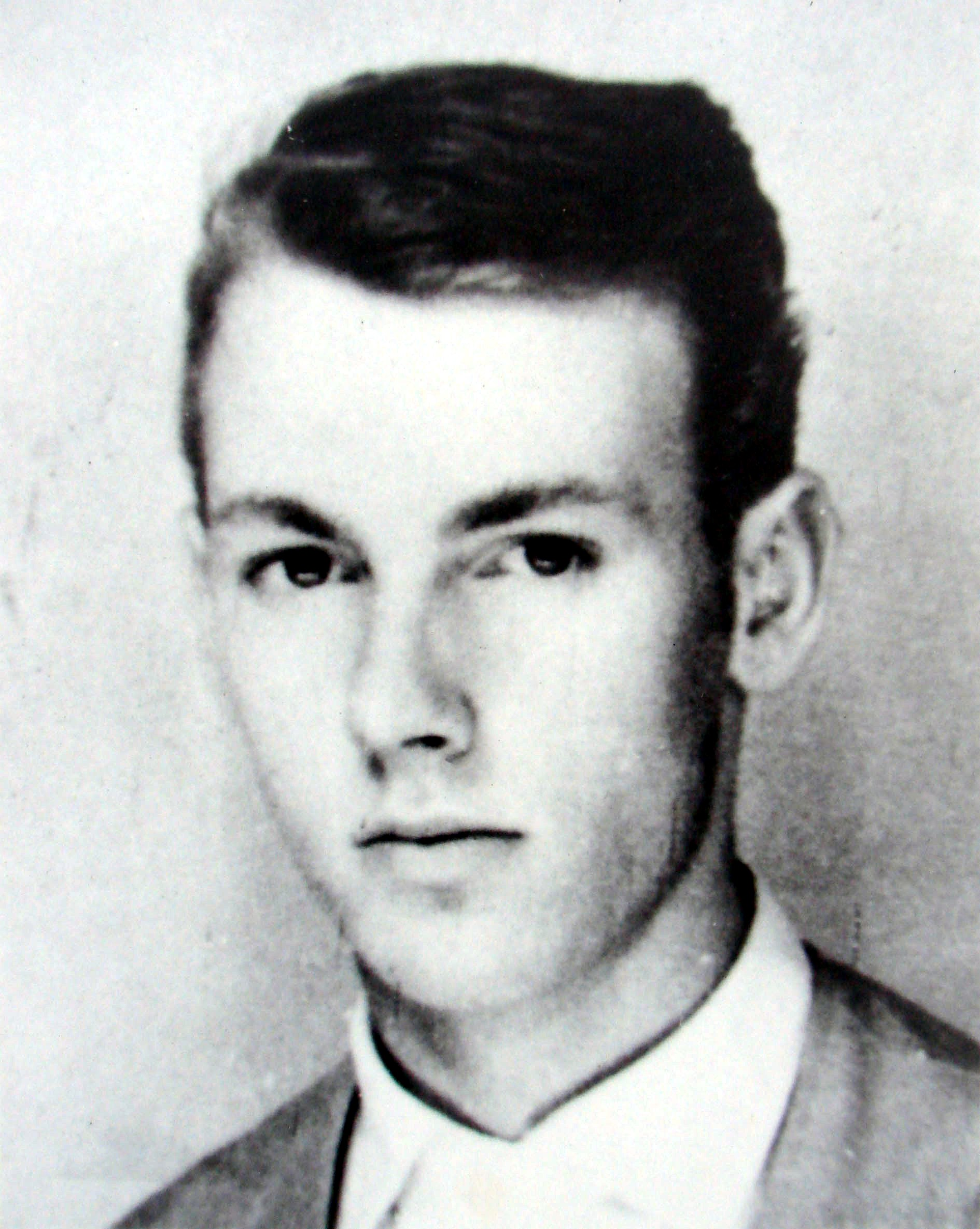
Peter Fechter, um 1961

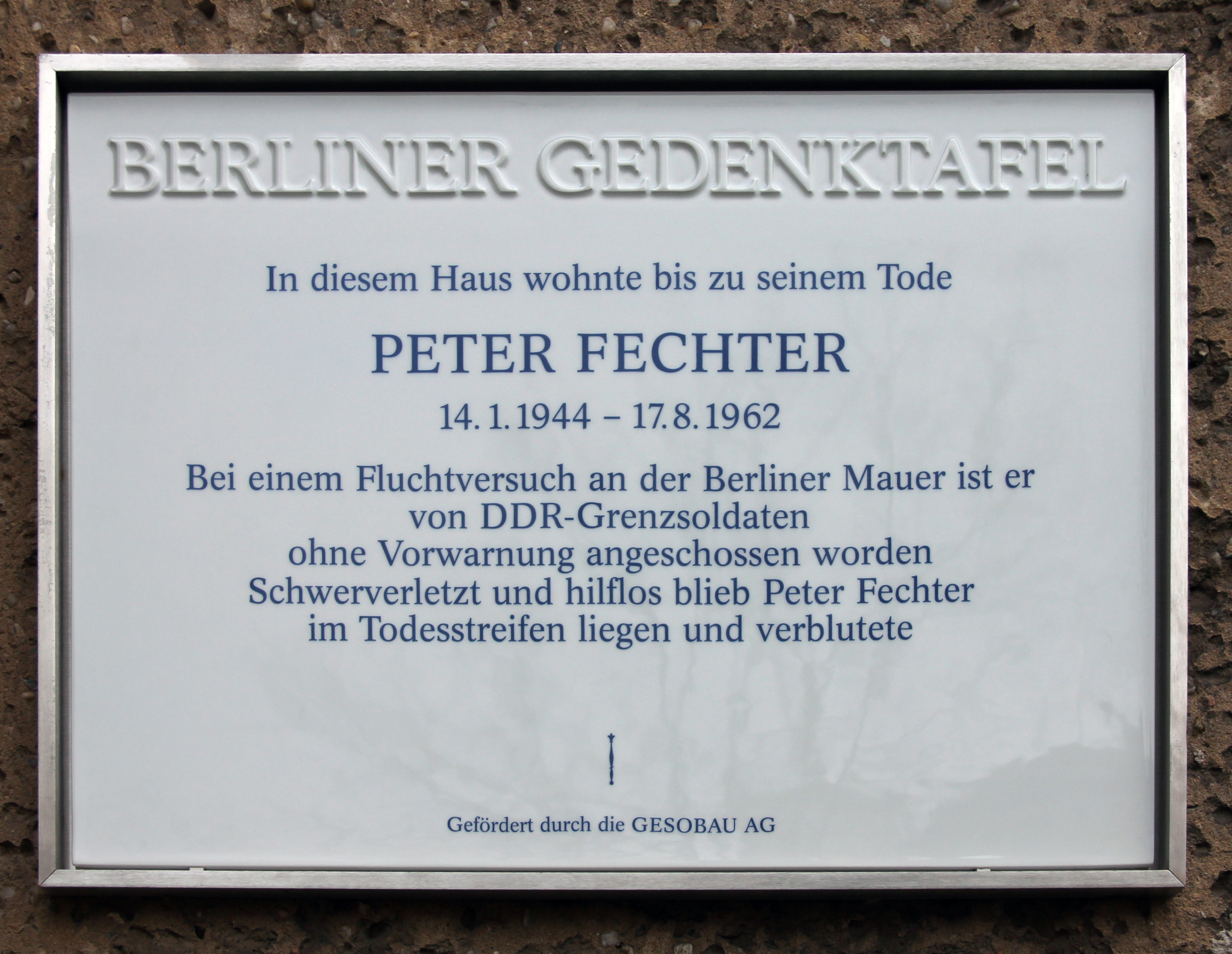
Berliner Gedenktafel am Haus, Behaimstraße 11, in Berlin-Weißensee

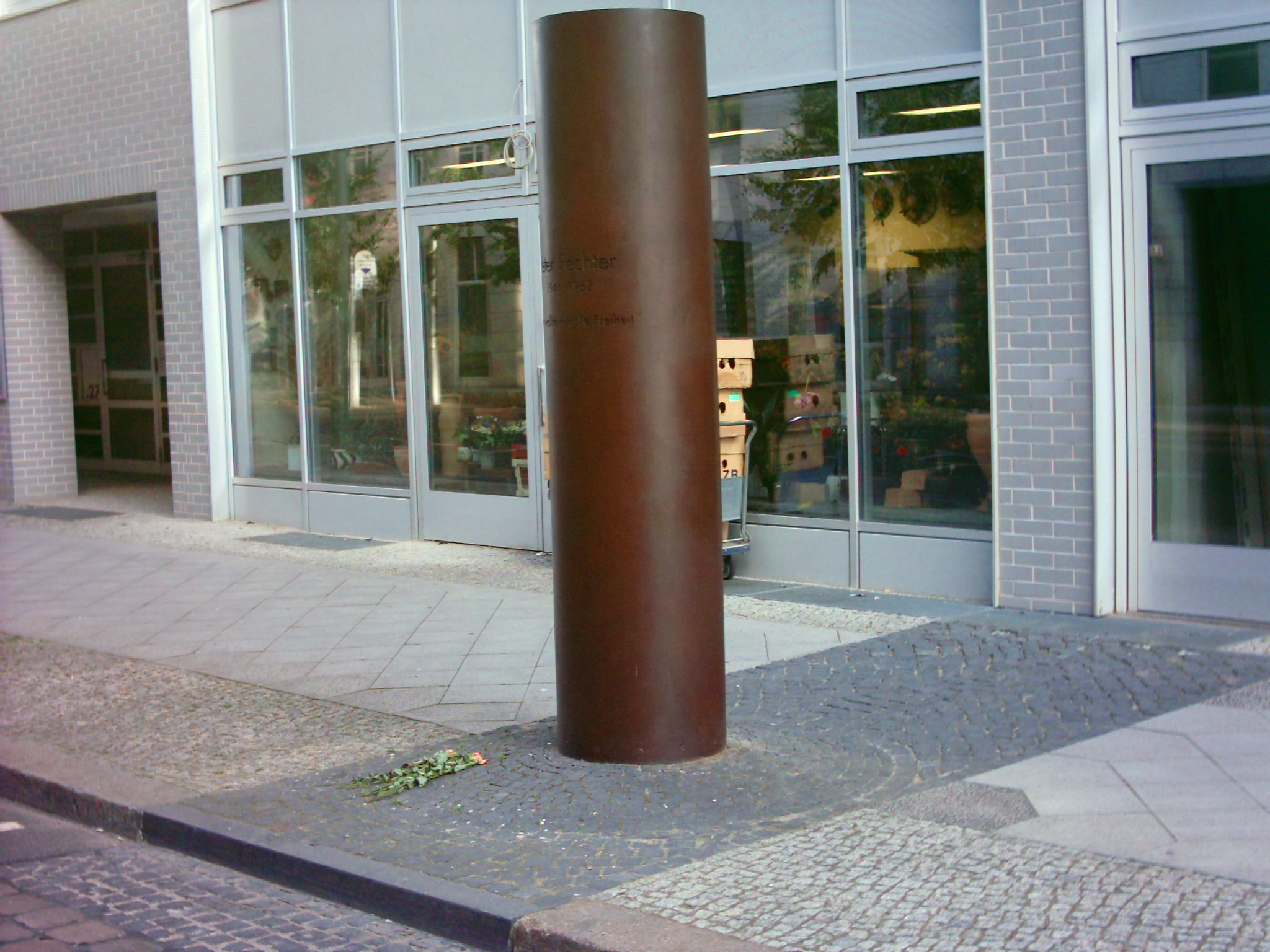
Gesamtansicht Fechter-Mahnmal (Details: vorne, hinten)

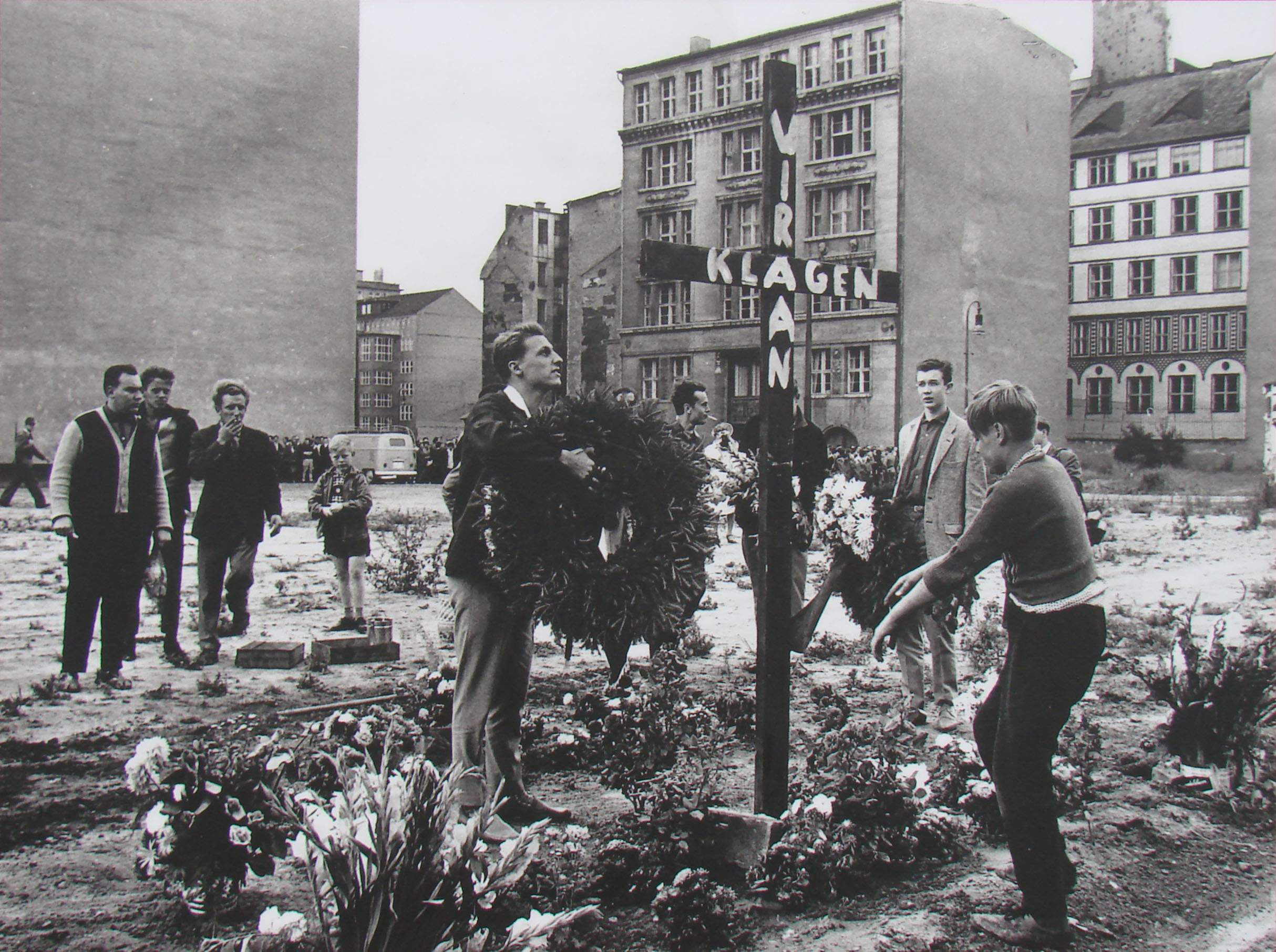
Am Tag nach seinem Tod wurde das erste Kreuz aufgestellt, 1962

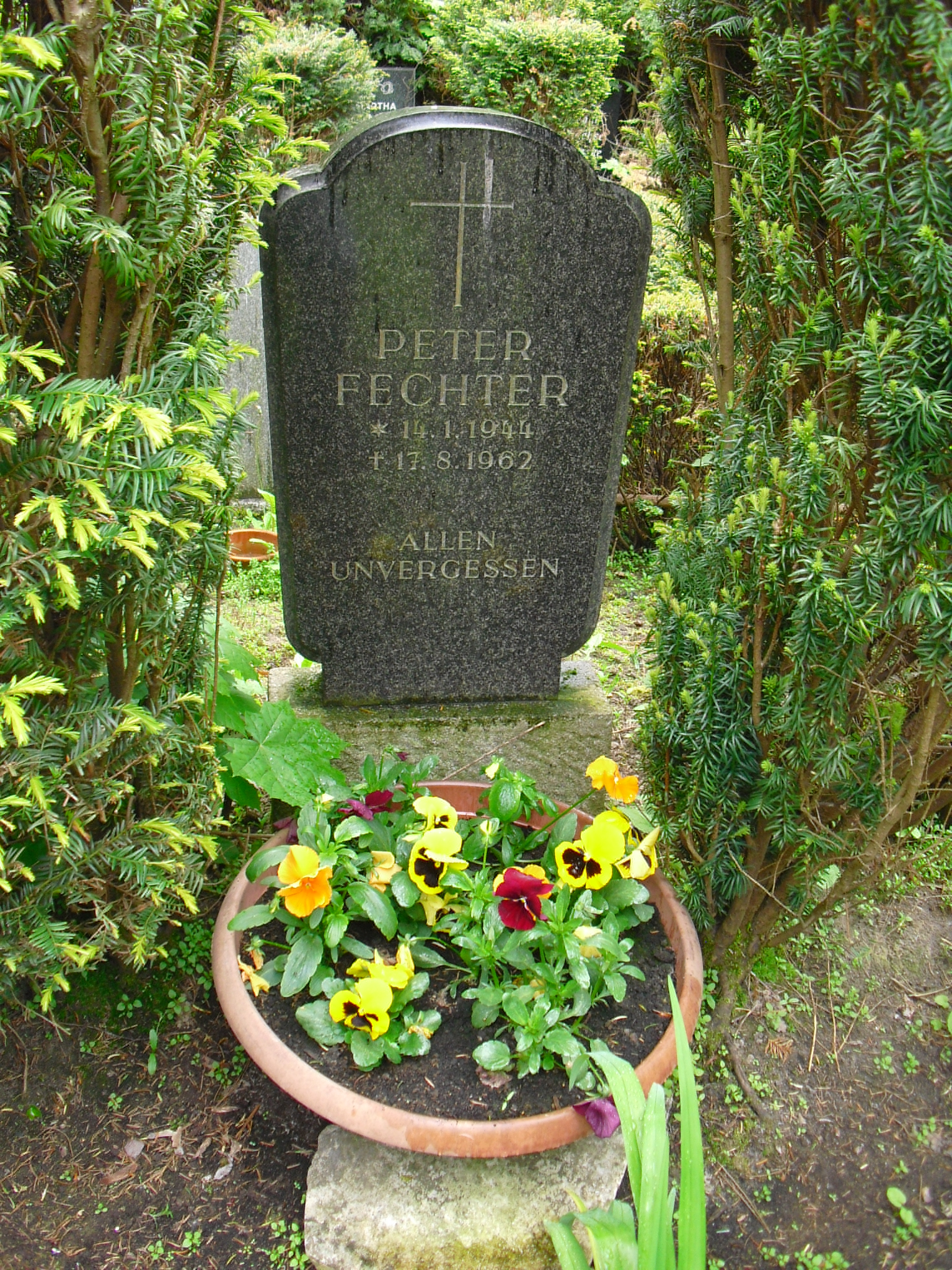
Grabstein für Peter Fechter (Allen unvergessen) auf dem Auferstehungsfriedhof in Berlin-Weißensee

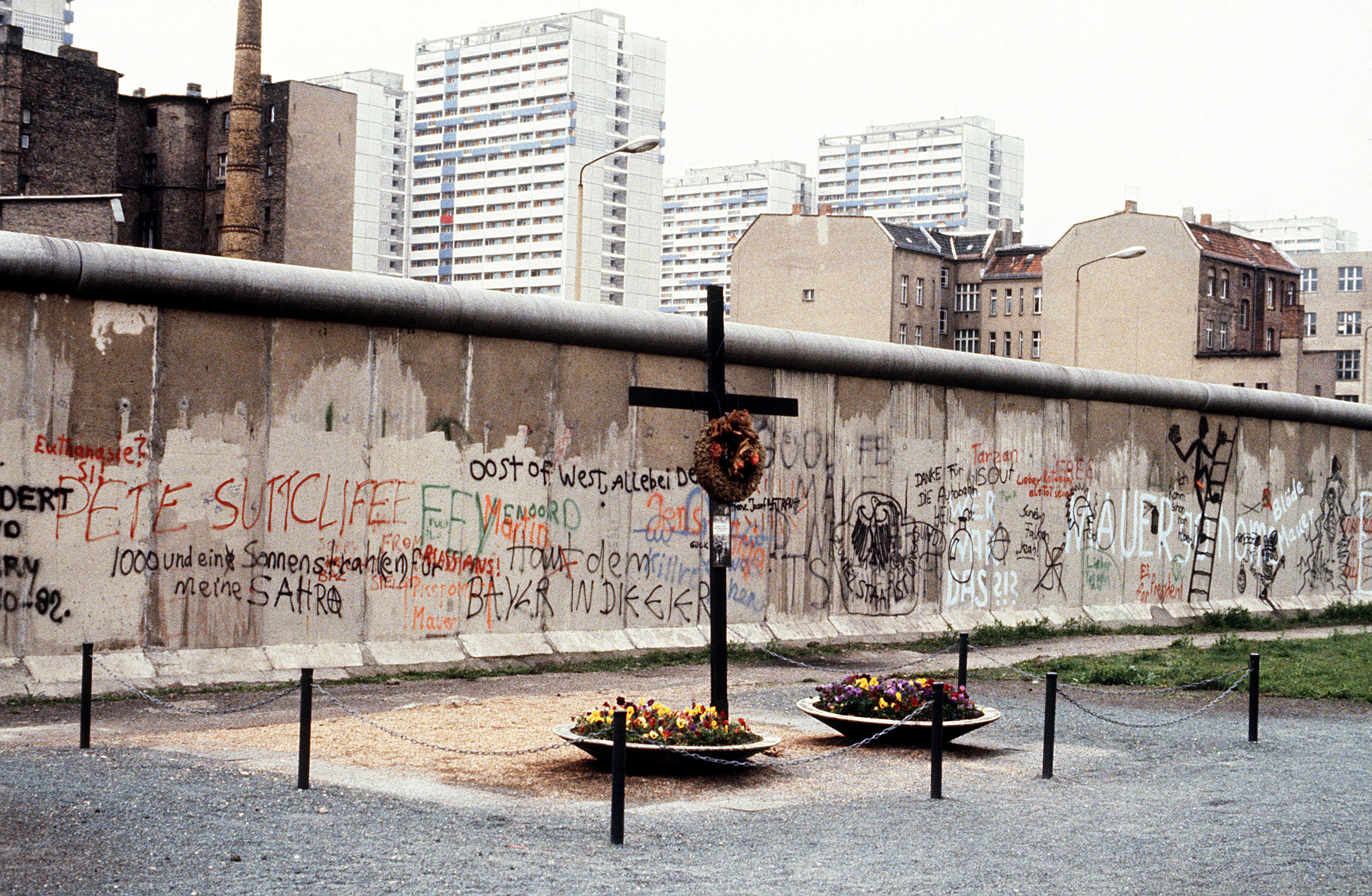
Mahnmal an der Berliner Mauer, Foto vom 1. Mai 1984

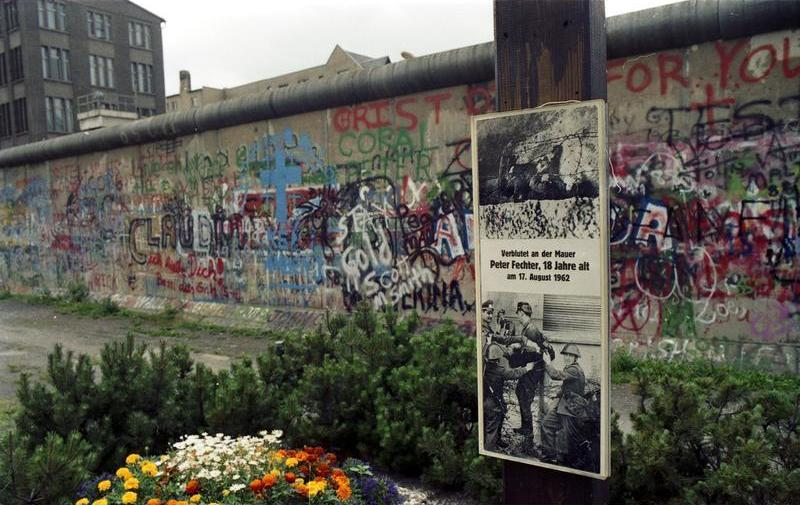
Mahnmal 1988

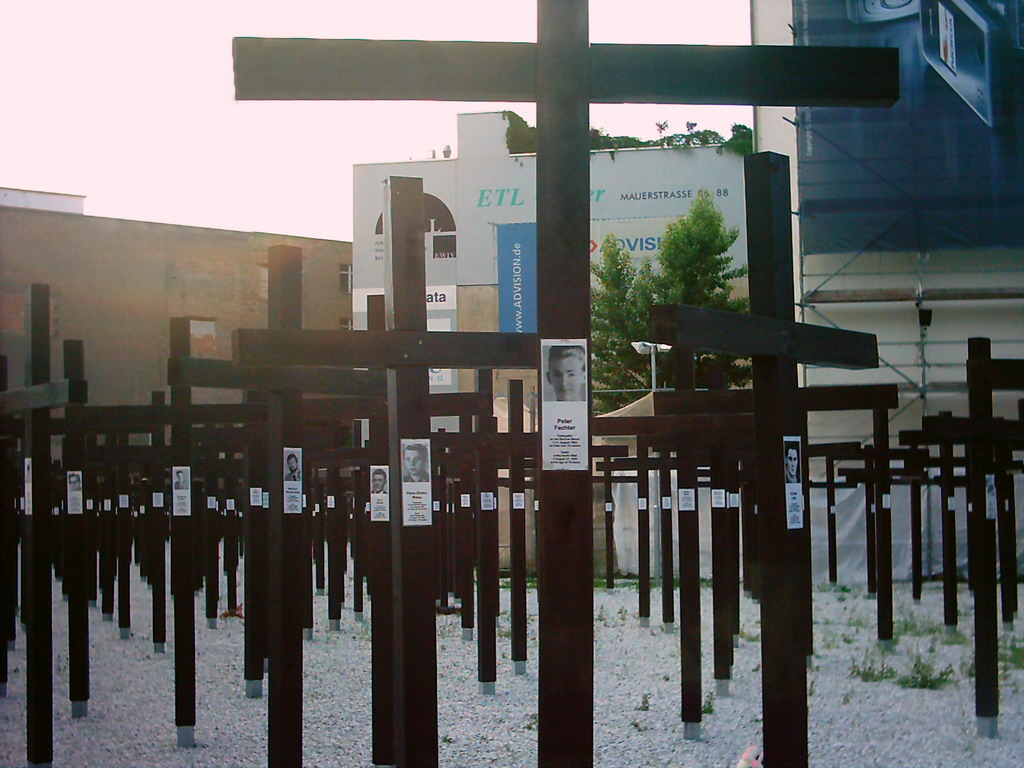
Gedenkkreuz im Freiheitsmahnmal, 2005 (inzwischen entfernt)

Peter Fechter (* 14. Januar 1944 in Berlin; † 17. August 1962 ebenda) war ein deutsches Todesopfer an der Berliner Mauer.

## Biografie
Peter Fechter wuchs als drittes von vier Kindern und einziger Sohn der Familie im Berliner Bezirk Weißensee auf. Der Vater war Maschinenbauer, die Mutter Verkäuferin. Er beendete mit 14 Jahren die Schule und absolvierte eine Ausbildung zum Maurer. Seine verheiratete älteste Schwester lebte in West-Berlin, wo sie von den Eltern und Geschwistern bis zum Mauerbau regelmäßig besucht worden sein soll. Fechters Kollege Helmut Kulbeik gab später an, dass beide sich schon seit längerem mit Fluchtgedanken befasst hatten. Sie hätten auch die Grenzanlagen erkundet, aber keine konkrete Planung betrieben. Trotz guter Beurteilung wurde Fechter von seinem Betrieb eine Reise nach Westdeutschland verweigert.

## Fechters Tod an der Berliner Mauer
Am Freitag, dem 17. August 1962 um etwa 14:15 Uhr, gut ein Jahr nach Errichtung der Berliner Mauer, versuchte der 18-jährige Fechter zusammen mit seinem 18-jährigen Freund und Arbeitskollegen Helmut Kulbeik, die Mauer in der Zimmerstraße in unmittelbarer Nähe des Checkpoints Charlie zu überklettern. Während Kulbeik dies gelang, wurde Fechter vor den Augen etlicher Zeugen noch auf der Mauer ohne Vorwarnung von mehreren Schüssen durch die Schützen Rolf F. (damals 26 Jahre), Erich S. (damals 20 Jahre) und einen dritten Schützen getroffen, fiel zurück auf Ost-Berliner Gebiet und blieb bewegungsunfähig fast eine Stunde im Todesstreifen liegen.
Peter Fechter begann laut um Hilfe zu schreien, so dass sich bald auf beiden Seiten der Mauer eine Menschenansammlung bildete. Auf der Ostseite wurde sie umgehend von Ordnungskräften zerstreut, und auch auf der Westseite wurde ein beträchtliches Aufgebot der Polizei zusammengezogen. Die Polizisten stellten zwar eine Leiter auf und warfen Fechter Verbandspäckchen zu, durften allerdings nicht weitergehend helfen, weil sich Fechter auf dem Gebiet der DDR befand. Weder die DDR-Grenzer noch die am Checkpoint Charlie diensthabenden US-amerikanischen Soldaten kamen ihm zu Hilfe, obwohl eine immer größer werdende Menschenmenge auf der Westseite sie lautstark dazu aufforderte. Begleitet von wütenden Mörder-Rufen holten ihn schließlich der Oberleutnant Heinz Schäfer, der Gefreite Klaus Lindenlaub, der Oberfeldwebel Horst Wurzel und der Volkspolizei-Obermeister Heinrich Mularczyk von den Grenztruppen der DDR aus dem Todesstreifen. Peter Fechter verblutete und starb gegen 17:00 Uhr im Krankenhaus. Laut dem 35 Jahre später ergangenen Urteil des Landgerichtes Berlin wäre er auch bei sofortiger ärztlicher Hilfe gestorben.

## Reaktionen
Der Tod von Peter Fechter führte der Weltöffentlichkeit in zuvor unerreichter Deutlichkeit die Grausamkeit des Schießbefehls vor Augen. Unmittelbar nach dem Vorfall und in den darauf folgenden Tagen kam es zu mehreren Protestkundgebungen aufgebrachter West-Berliner, die teilweise nur durch polizeiliche Gewalt davon abgehalten werden konnten, zur Mauer vorzudringen. Ein mit sowjetischen Soldaten besetzter Bus wurde mit Steinen beworfen. US-amerikanische Besatzungssoldaten wurden wegen ihres Nichteingreifens verbal und auch tätlich angegriffen.
Der Zugführer der DDR-Grenzsoldaten gab an, nicht eingeschritten zu sein, da er befürchtete, die auf der Westseite versammelten Polizisten würden auf die Soldaten schießen. Der nur drei Tage zurückliegende Zwischenfall an der innerdeutschen Grenze, bei dem der DDR-Grenzoffizier Rudi Arnstadt nach einem Schuss auf einen westdeutschen Bundesgrenzschutz-Offizier von dessen Untergebenem erschossen worden war, und auch das tödliche Feuer, mit dem Westberliner Polizisten am 23. Mai 1962 die in West-Berlin einschlagenden Schüsse des Gefreiten Peter Göring auf einen Flüchtling erwidert hatten, war noch gegenwärtig. Die DDR-Propaganda hatte die Zwischenfälle als von westlichen Politikern geplante Mordanschläge dargestellt und dabei jedes Mal verschwiegen, dass die DDR-Grenzer die Schießereien angefangen hatten.
Von einem US-Leutnant liegt die Aussage vor, auf telefonische Nachfrage von Generalmajor Albert Watson II, Kommandant des amerikanischen Sektors von Berlin vom 4. Mai 1961 bis zum 2. Januar 1963, folgende Antwort erhalten zu haben: Lieutenant, you have your orders. Stand fast. Do nothing. (Leutnant, Sie haben Ihre Anweisungen. Bleiben Sie standhaft. Tun Sie nichts.)
Philibert Tsiranana, Präsident von Madagaskar, legte beim Staatsbesuch am 29. August 1962 einen Kranz am Mahnmal für Peter Fechter nieder. Der Bundesminister für gesamtdeutsche Fragen, Erich Mende, besuchte die Gedenkstätte im Oktober 1963.
Karl-Eduard von Schnitzler bezeichnete Fechter am 27. August 1962 in der DDR-Propagandasendung Der schwarze Kanal als „einen angeschossenen Kriminellen“. Das Vorgehen der bewaffneten Grenzposten rechtfertigte er mit den Worten: „Und wenn dann solch ein Element (…) unmittelbar an der Grenze verwundet und nicht sofort geborgen wird – dann ist das Geschrei groß. (…) Das Leben eines jeden einzelnen unserer tapferen Jungen in Uniform ist uns mehr wert, als das Leben eines Gesetzesbrechers. Soll man von unserer Staatsgrenze wegbleiben – dann kann man sich Blut, Tränen und Geschrei sparen.“
Die Geschichte Peter Fechters war am 31. August 1962 Titelthema des amerikanischen Nachrichtenmagazins Time. Willy Brandts Wort von der „Schandmauer“ wurde in diesem Artikel als „Wall of Shame“ international zu einem Synonym für die Mauer.
1965 entstand das Bild Peter Fechter von Wolf Vostell, eine Verwischung von Fotografien über Fechters Tod an der Berliner Mauer. Das Bild ist Bestand der Kunstsammlung im Ludwig Forum für Internationale Kunst.
Es wurde gemutmaßt, dass den spanischen Pop-Star Nino Bravo (1944–1973) Fechters Tod 1972 zu dem Song Libre (dt.: frei) inspirierte.  Der Autor des Songs hat aber erklärt, dass der Song eigentlich von der Franco-Diktatur in Spanien inspiriert wurde.
Peter Fechter wurde auf dem Auferstehungsfriedhof in Berlin-Weißensee bestattet. Sowohl der rot-rote Berliner Senat im Dezember 2005 und die rot-schwarze Nachfolgeregierung 2012 lehnten es ab, sein Grab zum Ehrengrab zu machen, weil die Bedingungen dafür nicht erfüllt seien. Sein Grab sei als Grabstätte eines Opfers von Krieg und Gewaltherrschaft anerkannt.
In der Berliner Zimmerstraße nahe dem Checkpoint Charlie, wo der verblutende Fechter lag, erinnert seit 13. August 1999 ein Mahnmal des Bildhauers Karl Biedermann in Form einer braunen Stele an die Geschehnisse um die missglückte Flucht. Ein zweites Mahnmal wurde am 11. Juni 2011 in der Bernauer Straße errichtet. Eine Plastik des Künstlers Fabian Brauer zeigt den toten Fechter in den Armen eines Grenzsoldaten. Die Figur wurde am 24. Juni 2011 von Unbekannten beschädigt. Sie wurde rekonstruiert und steht nun in den Räumlichkeiten des Vereins Berliner Unterwelten e. V. in der Badstraße und kann während der Tour „Unterirdisch in die Freiheit“ besichtigt werden.
Die Installation mit den Gedenkkreuzen an der Ecke Friedrichstraße/Zimmerstraße wurde nach einer Räumungsklage des Grundstückseigentümers am 5. Juli 2005 entfernt.
Den von Herbert Ernst gedrehten Film der Bergung des erschossenen Peter Fechter nahm 2010 die UNESCO ins Weltdokumentenerbe auf.

## Folgen für die Familie
Der Tod Fechters hatte auch folgenschwere Auswirkungen auf dessen Familie. Der Vater starb verbittert, die Mutter wurde psychisch krank. Über Jahrzehnte wurde die Familie von den DDR-Behörden schikaniert. So wurden sie immer wieder von der Stasi überwacht, ihre Wohnung durchsucht und Familienmitglieder mit Berufsverbot belegt. Nach Recherchen des MDR dagegen blieb die Mutter Fechters auch nach der Erschießung ihres Sohnes systemtreu. Untermauert wird das durch Aktenfunde der BStU und Aussagen der Nichte Fechters.

## Juristische Folgen
Nach dem Fall der Mauer bzw. nach der Wiedervereinigung kam es zu einigen Mauerschützenprozessen. Dabei wurden auch die beiden ehemaligen Grenzsoldaten angeklagt, die 1962 auf Peter Fechter geschossen hatten.
Das Gericht befand die beiden im März 1997 des Totschlags für schuldig. Es verurteilte sie zu Haftstrafen von 20 bzw. 21 Monaten; diese wurden zur Bewährung ausgesetzt. Die beiden Männer hatten gestanden, Schüsse auf Fechter abgegeben zu haben, bestritten aber eine Tötungsabsicht. Der Prozess konnte nicht klären, ob der tödliche Schuss von einem der zwei Angeklagten oder einem dritten, zwischenzeitlich verstorbenen Grenzsoldaten abgegeben wurde. Das Gericht urteilte weiter, dass Fechter durch die Schüsse und nicht auf Grund unterlassener Hilfeleistung gestorben sei.

## Filme
- Wolfgang Schoen 1994: „…ein gewisser Peter Fechter“[23]
- Heribert Schwan 1997: Der Tod des Mauerflüchtlings Peter Fechter, WDR
- Rainer Erices und Jan Schönfelder 2011: Zwei Tote im Kalten Krieg, MDR
- Wolfgang Schoen 2012: Ein Tag im August – Der Fall Peter Fechter, RBB

## Ehrungen
- Ein 1978 entlang der Ihme in Hannover angelegter Fuß- und Radweg wurde 1983 als Peter-Fechter-Ufer benannt.[24]
- Am 13. August 1999 wurde eine Gedenksäule in der Zimmerstraße 26/27 in Berlin-Kreuzberg eingeweiht.
- Am 14. Januar 2014 wurde an Fechters ehemaligen Wohnhaus, Berlin-Weißensee, Behaimstraße 11, eine Berliner Gedenktafel angebracht.
- Am 16. September 2021 lehnte das Abgeordnetenhaus von Berlin einen Antrag ab, eine Straße in Berlin nach ihm zu benennen.[25]